# جانيت ماكلاود
جانيت ماكلاود (بالإنجليزية: Janet McCloud)‏ هي ناشِطة أمريكية، ولدت في 30 مارس 1934، وتوفيت في 25 نوفمبر 2003.